# Phyllodactylus muralis
Phyllodactylus muralis (листопалий гекон оахацький) — вид геконоподібних ящірок родини Phyllodactylidae. Ендемік Мексики.

## Підвиди
- Phyllodactylus muralis isthmus Dixon, 1964
- Phyllodactylus muralis muralis Taylor, 1940

## Поширення і екологія
Оахацькі листопалі гекони є ендеміками штату Оахака на півдні Мексики. Вони поширені на півдні і південному сході перешийка Теуантепек, в районі затоки Теуантепек і на північний захід від неї, в сухих широколистяних тропічних лісах. Також вони зустрічаються на плантаціях, в садах і в людських поселеннях.